# Krasnoje (Kaliningrad, Prawdinsk, Druschba)
Krasnoje (Красное, deutsch Schöntritten) ist der Name eines untergegangenen Ortes in der russischen Oblast Kaliningrad (Gebiet Königsberg (Preußen)). Seine Ortsstelle gehört zum Munizipalkreis Rajon Prawdinsk (Stadtkreis Friedland).

## Geographische Lage
Die Ortsstelle Krasnojes liegt am Ostufer der Lawa (deutsch Alle) in der südlichen Mitte der Oblast Kaliningrad, acht Kilometer nordöstlich der früheren Kreis- und heutigen Rajonshauptstadt Friedland (russisch Prawdinsk) bzw. 33 Kilometer nördlich der zwischenzeitlichen und heute auf polnischem Hoheitsgebiet gelegenen Kreismetropole Bartoszyce (Bartenstein).

## Geschichte
Die Gründung des kleinen Dorfes Groß Sketriten liegt vor 1446. Nach 1446 hieß der Ort Sketiritin, nach 1466 Schütrittin, vor 1785 Schütritten, nach 1785 Schultritten und vor 1820 bis 1950 Schöntritten.
1874 kam die Landgemeinde Schöntritten zum neu errichteten Amtsbezirk Groß Wohnsdorf (russisch Kurortnoje) im ostpreußischen Kreis Friedland (1927 bis 1945 „Kreis Bartenstein“). 80 Einwohner zählte Schöntritten im Jahre 1910.
Am 30. September 1928 kam es zum Zusammenschluss der Landgemeinde Schöntritten mit den Gutsbezirken Hohenfelde (russisch Lugowoje) – im Amtsbezirk Allenau (Poretschje) gelegen – und Groß Wohnsdorf zur neuen Landgemeinde Wohnsdorf (russisch Kurortnoje). Aufgrund dieser Veränderung wurde der Amtsbezirk Groß Wohndorf 1929 in „Amtsbezirk Wohnsdorf“ umbenannt.
In Kriegsfolge wurde das gesamte nördliche Ostpreußen 1945 an die Sowjetunion abgetreten. Schöntritten erhielt 1950 die russische Namensform „Krasnoje“. Das Dorf wurde anfangs noch besiedelt, dann aber bereits lange vor 1975 verlassen. Der Ort wird heute nicht mehr genannt und gilt als untergegangen. Seine Ortsstelle gehört zum Gebiet des Munizipalkreises Rajon Prawdinsk (Stadtkreis Friedland) in der russischen Oblast Kaliningrad (Gebiet Königsberg (Preußen)).

## Religion
Bis 1945 war Schöntritten in das Kirchspiel des Sprengels Auglitten (russisch Progress) der vereinigten evangelischen Kirchengemeinden Auglitten-Schönwalde in der Kirchenprovinz Ostpreußen der Kirche der Altpreußischen Union, außerdem in die römisch-katholische Pfarrei Tapiau (russisch Gwardeisk) im damaligen Bistum Ermland eingepfarrt.

## Verkehr
Die kaum noch wahrnehmbare Ortsstelle Schöntrittens resp. Kranojes liegt nördlich der Regionalstraße 27A-037 (ex P 514, einstige deutsche Reichsstraße 142) von Snamensk (Wehlau) über Druschba (Allenburg) nach Prawdinsk (Friedland) und ist über einen Abzweig zwischen Kurortnoje ((Groß) Wohnsdorf) und Lugowoje (Hohenfelde) zu erreichen. Vor 1945 war Allenburg die nächste Bahnstation und lag an der Bahnstrecke Wehlau–Bartenstein (–Heilsberg).